# غار امیرقلی
اشکفت امیر قلی مربوط به دوره نوسنگی است و در شهرستان ارسنجان، بخش مرکزی، دهستان علی‌آباد ملک، جنوب غربی روستای کمال‌آباد واقع شده و این اثر در تاریخ ۲۳ بهمن ۱۳۸۵ با شمارهٔ ثبت ۱۷۲۵۵ به‌عنوان یکی از آثار ملی ایران به ثبت رسیده است.